# Haynes (Bedfordshire)
Haynes è un villaggio e parrocchia civile dell'Inghilterra, appartenente alla contea del Bedfordshire.